# Suchovské Mlýny
Suchovské Mlýny jsou malá vesnice a základní sídelní jednotka obce Suchov. Počet jejich obyvatel dosahuje cca 86 osob. Je zde 28 domů a jedna hospoda. Nedávno zde bylo zřízeno dětské hřiště.
Společně s dalšími osadami, dnes částmi Suchova, zvanými Podhájské mlýny a Zámečníkovy mlýny, patřily k řadě mlýnů na březích Jamného potoka mezi Javorníkem a Vápenkami. Osada je tvořena uzavřenou skupinou mlýnských dvorů známých již ve středověku. Dochovala se i lidová stavení z 19. století, z nichž nejpozoruhodnější jsou patrové sýpky. Vlastní mlýny byly přestavěny, poslední kola byla v chodu i po druhé světové válce.